# Radar (album)
Radar – album studyjny duetu hip-hopowego Fisza i Emade sygnowany jako Fisz Emade Tworzywo, premiera odbyła się 8 marca 2019 roku. Płytę promowały single „Dwa ognie”, „Jestem w niebie” oraz „Wolne dni”. Promocja albumu była wzbogacona o trasę koncertową, która rozpoczęła się w dniu premiery wydawnictwa.

## Lista utworów
1. "Wolne dni" – 4:32
2. "Jestem w niebie" – 5:16
3. "Radar" – 5:25
4. "Sweter" – 4:20
5. "Morskie lwy" – 5:03
6. "Dwa ognie" – 5:53
7. "Polityka" – 4:22
8. "Melatonina" – 4:08
9. "Odwilż" – 3:38
10. "Meduzy" – 5:30
11. "Basen" – 4:07